# 비엔나 게임
비엔나 게임은 다음 수로 시작하는 체스 오프닝이다:
1.e4 e5
2.Nc3
백의 2번째 수 Nc3은 Nf3보다 덜 흔하고 비교적 최근에 발견되었다.

## 개요
원래 아이디어는 f4로 느린 킹스 갬빗을 플레이하는 것이었으나, 최근에는 백은 자주 g3, Bg2로 피앙케토하는 등 더 조용히 플레이한다.
흑의 가장 흔한 2번째 수는 2...Nf6이다.